# メリダUD
メリダUD（Mérida Unión Deportiva）は、スペイン・エストレマドゥーラ州バダホス県メリダに本拠地を置いていたサッカークラブ。最終シーズンとなった2012-13シーズンはテルセーラ・ディビシオン（4部）に所属していた。メリダADが後継クラブとして活動している。

## 歴史
1912年に設立されたスポルティーバ・エメリテンセは、1920年にクラブ・カタラネス、1921年にクラブ・エメリタ、1939年にSDエメリテンセ、1966年にメリダ・インダストリアルCF、1985年にCPメリダと名を変え、1990年代には計2シーズンの間プリメーラ・ディビシオン（1部）に在籍したが、多額の負債が積み重なり、2000年に解散した。
1990年にはサンタ・エウラリアとロス・ミラゴロスが合併してUDメリダ・プロメサスが設立され、CPメリダのリザーブチームとして活動したが、トップチームが解散した2000年にはUDメリダと名を変え、CPメリダを引き継いでメリダ市の最重要クラブとなった。リザーブチーム時代には主にテルセーラ・ディビシオン（4部相当）に在籍していたが、2000年以降は主にセグンダ・ディビシオンB（3部相当）に在籍し、2001-02シーズンと2007-08シーズンにはクラブ史上最高位の4位となった。2008-09シーズン終了後にテルセーラ降格となり、2013年にクラブ解散となった。後継クラブとしてメリダADが設立されてメリダ市の最重要クラブとなり、メリダADがテルセーラの座を引き継いでいる。UDメリダ最後の監督だったベルナルド・プラサがメリダADの初代監督となった。

### クラブ名称の変遷
- 1990-2000 UDメリダ・プロメサス
- 2000-2005 UDメリダ
- 2005-2013 メリダUD

## タイトル
- テルセーラ・ディビシオン : 2回

1999-2000, 2004-2005

## 成績
| シーズン | ランク | ディビジョン | 順位 | コパ・デル・レイ |
| -------- | ------ | ------------ | ---- | ---------------- |
| 1990-91  | 5      | レヒオナレス | 1位  |                  |
| 1991-92  | 4      | テルセーラ   | 6位  |                  |
| 1992-93  | 4      | テルセーラ   | 10位 |                  |
| 1993-94  | 4      | テルセーラ   | 3位  |                  |
| 1994-95  | 4      | テルセーラ   | 9位  |                  |
| 1995-96  | 4      | テルセーラ   | 4位  |                  |
| 1996-97  | 4      | テルセーラ   | 5位  |                  |
| 1997-98  | 4      | テルセーラ   | 2位  |                  |
| 1998-99  | 4      | テルセーラ   | 4位  |                  |
| 1999-00  | 4      | テルセーラ   | 1位  |                  |
| 2000–01  | 4      | テルセーラ   | 2位  |                  |
| 2001–02  | 3      | セグンダB    | 4位  |                  |

| シーズン | ランク | ディビジョン | 順位 | コパ・デル・レイ |
| -------- | ------ | ------------ | ---- | ---------------- |
| 2002–03  | 3      | セグンダB    | 13位 | 1回戦敗退        |
| 2003–04  | 3      | セグンダB    | 18位 |                  |
| 2004–05  | 4      | テルセーラ   | 1位  |                  |
| 2005–06  | 3      | セグンダB    | 9位  | 2回戦敗退        |
| 2006–07  | 3      | セグンダB    | 15位 |                  |
| 2007–08  | 3      | セグンダB    | 4位  |                  |
| 2008–09  | 3      | セグンダB    | 7位  | 2回戦敗退        |
| 2009–10  | 4      | テルセーラ   | 5位  | 3回戦敗退        |
| 2010–11  | 4      | テルセーラ   | 5位  |                  |
| 2011–12  | 4      | テルセーラ   | 8位  |                  |
| 2012–13  | 4      | テルセーラ   | 6位  |                  |

- 7シーズン - セグンダ・ディビシオンB（3部相当）
- 15シーズン - テルセーラ・ディビシオン（現4部相当、1977年以前は3部相当）
- 1シーズン - ディビシオネス・レヒオナレス（現5部以下相当、1977年以前は4部以下相当）

## 歴代監督
- フアン・セニョール 1999-2000
- アンドレス・ガルシア・テバル
- フェリクス・アンヘル・アルナイス・ルカス 2005-2006
- ハイメ・ラモン・モリーナ・マタ 2006-2007
- ファブリ 2007-2008
- ゴラン・ミロイェヴィッチ 2008-2009
- ディエゴ・キンテーロ 2011-????
- ベルナルド・プラサ ????-2013

## 歴代所属選手
- ゴラン・ミロイェヴィッチ 1991-1992,1996-1997
- レオ・フランコ 1997-1998
- ドミトリー・ラドチェンコ 1997-1998
- マノロ・サンチェス 1997-1998
- ヌーノ 1998-2000
- ウナイ・ベルガラ 1999-2000
- フェデリコ・マガジャネス 2008-2009